# Шайкин, Павел Кондратьевич
Па́вел Кондра́тьевич Ша́йкин (25 января 1914, Никольское, Воронежская губерния — 15 сентября 1989, Калинин) — советский военнослужащий, участник Великой Отечественной войны, Герой Советского Союза, командир батальона 1208-го стрелкового полка 362-й стрелковой дивизии 33-й армии 1-го Белорусского фронта, майор.

## Биография
Родился 25 января 1914 года в селе Никольское (ныне — Воробьёвского района Воронежской области) в семье крестьянина. Русский. Член ВКП(б)/КПСС с 1939 года. Окончил 6 классов. Работал токарем, а затем помощником мастера на заводе «Баррикады» в Сталинграде.
В Красной Армии с марта 1936 года. В 1939 году окончил Краснодарское военное пехотное училище.
Участник Великой Отечественной войны с июня 1941 года. Сражался на Юго-Западном, Западном, 3-м и 1-м Белорусских фронтах. Был трижды ранен.
Командир батальона 1208-го стрелкового полка майор Павел Шайкин умело руководил действиями батальона при прорыве обороны противника на левом берегу реки Висла с 14 по 15 января 1945 года в районе города Зволень.
В дни подготовки нашего наступления с Пулавского плацдарма комбат хорошо изучил немецкую оборону: выявил все опорные пункты врага, его огневые точки, наблюдательные пункты, траншеи и ходы сообщения. Он договорился о взаимодействии с артиллеристами, и 14 января уже во время артиллерийской подготовки многие укрепления были разрушены.
Вслед за огневым валом майор Павел Шайкин повел в атаку свой батальон. Комбат находился в боевых порядках, увлекая бойцов на быстрое подавление уцелевших огневых точек врага. Стрелки дружным штурмом овладели пятью вражескими траншеями. Особенно упорно сопротивлялись в деревне Бабки. Попытка взять этот опорный пункт штурмом успеха не имела. Тогда комбат с большей частью сил совершил скрытный обход деревни. Успехи батальона майора Павла Шайкина позволили всему полку в первые же сутки наступления прорвать глубоко эшелонированную оборону врага по фронту и свыше 12 километров в глубину. Продвигаясь вперёд, батальон на следующий день завязал бои за деревню Бартадзею. В контратаку гитлеровцы бросили пять самоходок с пехотой. Стрелки майора Павла Шайкина не растерялись. По команде комбата артиллеристы и пулемётчики отсекли от самоходных установок немецких автоматчиков, а потом подбили все самоходки. Контратака провалилась.
Указом Президиума Верховного Совета СССР от 24 марта 1945 года за образцовое выполнение боевых заданий командования на фронте борьбы с немецко-фашистскими захватчиками и проявленные при этом мужество и героизм майору Шайкину Павлу Кондратьевичу присвоено звание Героя Советского Союза с вручением ордена Ленина и медали «Золотая Звезда».
С марта 1946 года майор П. К. Шайкин — в запасе. Работал в Усть-Лабинском автохозяйстве Краснодарского края. Затем жил в городе Калинин. Умер 15 сентября 1989 года. Похоронен на Дмитрово-Черкасском кладбище в Твери.
Награждён орденами Ленина, Отечественной войны 1-й и 2-й степеней, Красной Звезды, медалями.